# SF Airlines
SF Airlines, eigentlich ShunFeng Airlines (chinesisch 顺丰航空公司, Pinyin Shùnfēng Hángkōng gōngsī) ist eine chinesische Frachtfluggesellschaft mit Sitz in Shenzhen und Basis auf dem Flughafen Shenzhen.

## Geschichte
SF Airlines wurde 2009 gegründet und absolvierte am 31. Dezember 2009 mit einer Boeing 757-200F ihren Jungfernflug.

## Flotte

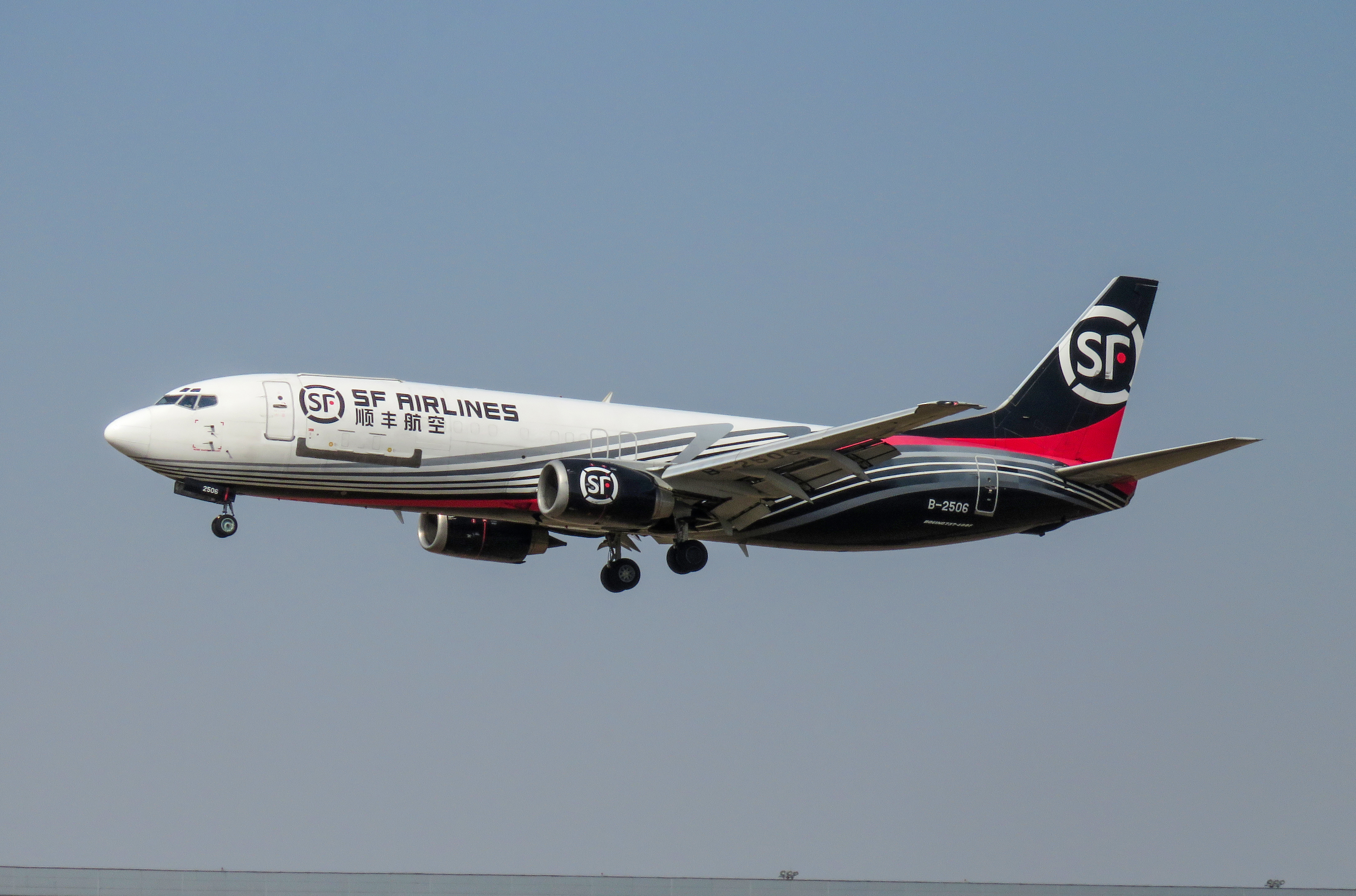
Boeing 737-400 der SF Airlines

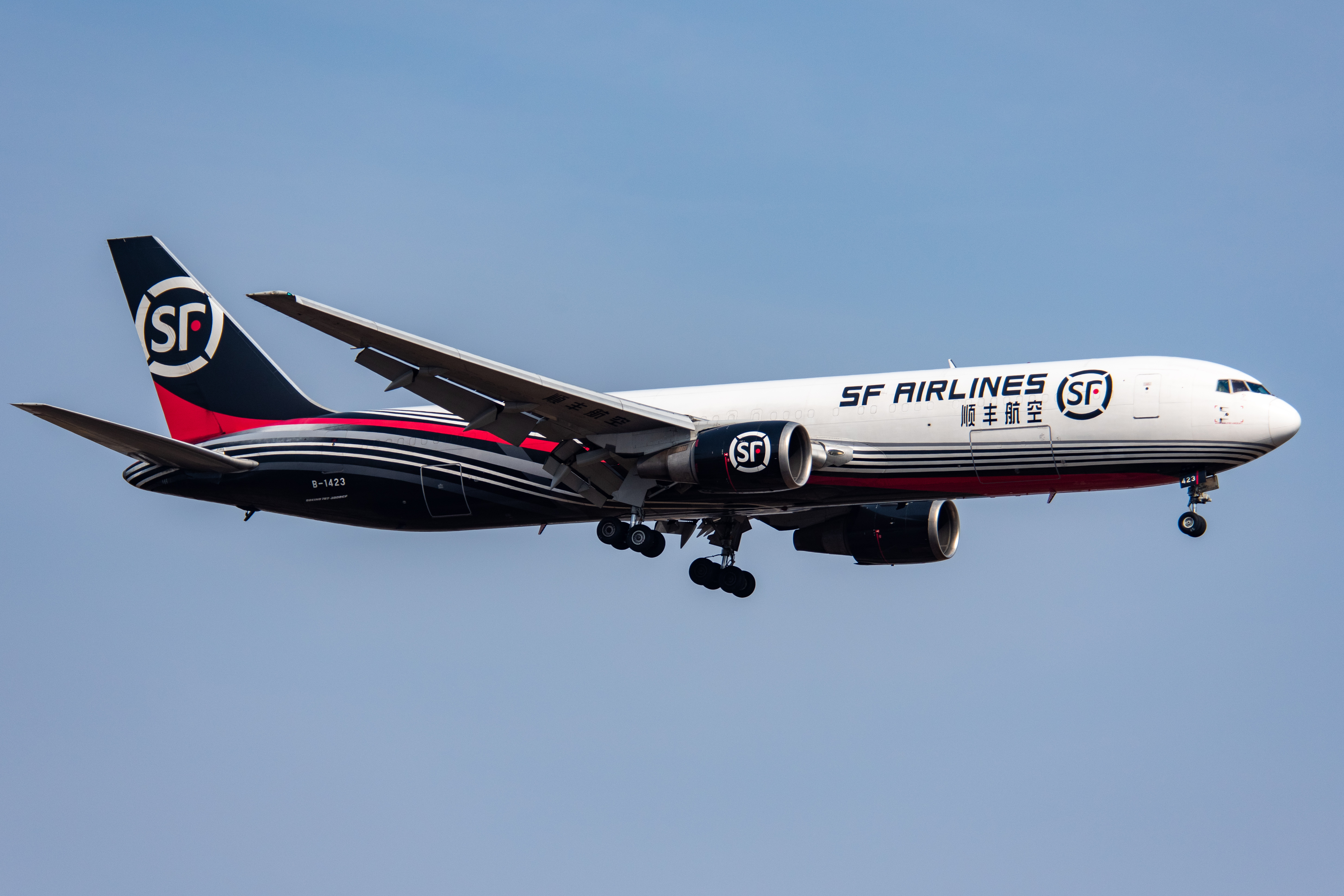
Boeing 767-300BCF der SF Airlines

Mit Stand Januar 2024 besteht die Flotte der SF Airlines aus 88 Frachtflugzeugen mit einem Durchschnittsalter von 26,1 Jahren:
| Flugzeugtyp         | Anzahl | bestellt | Anmerkungen           | Durchschnittsalter |
| ------------------- | ------ | -------- | --------------------- | ------------------ |
| Boeing 737-300(SF)  | 14     |          |                       | 27,9 Jahre         |
| Boeing 737-400(SF)  | 03     |          |                       | 31,1 Jahre         |
| Boeing 747-400F     | 01     |          | inaktiv               | 18,2 Jahre         |
| Boeing 747-400ERF   | 02     |          |                       | 18,2 Jahre         |
| Boeing 757-200(PCF) | 43     |          |                       | 27,1 Jahre         |
| Boeing 767-300(BCF) | 25     | 1        | zwei derzeit im Umbau | 23,6 Jahre         |
| Gesamt              | 88     | 1        |                       | 26,1 Jahre         |

SF Airlines hat eine nicht genannte Anzahl der Boeing 737-800BCF vorbestellt. Die Boeing 737-800BCF ist ein zum Frachter umgebautes Passagierflugzeug des Typs Boeing 737-800.
Einige der zu Frachtern umgebauten Flugzeuge stammen von Condor und Air China.